# Kassim Abdallah
Kassim Abdallah Mfoihaia, född 9 april 1987 i Marseille, är en franskfödd komorisk fotbollsspelare som spelar för Athlético Marseille.
Fyra av hans familjemedlemmar dog i Yemenia Flight 626-haveriet, hans mor tog en tidigare flygning.

## Karriär
I januari 2019 värvades Abdallah av Athlético Marseille.